# 南玉叶金花
南玉叶金花（学名：Mussaenda henryi）为茜草科玉叶金花属下的一个种。